# How to Lose a Guy in 10 Days
How to Lose a Guy in 10 Days is een film uit 2003 met onder anderen Matthew McConaughey en Kate Hudson, onder regie van Donald Petrie.

## Verhaal
Andie Anderson is het 'How To...'-meisje van het trendy tijdschrift Composure. Inmiddels vindt ze dat ze deze rubriek ontgroeid is en ze wil zich richten op het schrijven van meer inhoudelijke artikelen met liefst een politieke inslag. Haar cheffin belooft haar dat als zij in haar column beschrijft wat vrouwen allemaal verkeerd doen in een relatie ze meer inhoudelijke artikelen mag schrijven. Hiervoor moet ze een man aan de haak slaan en vervolgens zorgen dat deze haar dumpt. Ondertussen vertelt reclamemaker Ben Barry tegen zijn baas dat hij een vrouw binnen 10 dagen verliefd op hem kan laten worden. Zijn baas gaat deze weddenschap aan met als inzet een reclamecampagne voor een diamantbedrijf. Die avond komen Andie en Ben elkaar tegen en worden ze aan elkaar gekoppeld met alle gevolgen van dien....

## Rolverdeling
| Acteur              | Personage            |
| ------------------- | -------------------- |
| Kate Hudson         | Andie Anderson       |
| Matthew McConaughey | Benjamin "Ben" Berry |
| Kathryn Hahn        | Michelle Rubin       |
| Adam Goldberg       | Tony                 |
| Annie Parisse       | Jeannie Ashcroft     |
| Thomas Lennon       | Thayer               |